# Séry-lès-Mézières
Séry-lès-Mézières – miejscowość i gmina we Francji, w regionie Hauts-de-France, w departamencie Aisne.
Według danych na styczeń 2014 roku gminę zamieszkiwało 650 osób, a gęstość zaludnienia wynosiła 56,5 osób/km².